# Voita
Voita – wieś w Rumunii, w okręgu Dolj, w gminie Brabova. W 2011 roku liczyła 22 mieszkańców.